# Mercado Yungas
El Mercado Modelo Yungas, más conocido como Mercado Yungas, es un centro de abastecimiento en la ciudad de La Paz, Bolivia.

## Características
El Mercado Yungas se encuentra en el barrio de Miraflores, en la calle Yungas, a tan solo unas cuadras de la plaza Murillo, en el centro de la ciudad. Inaugurado en 1941, es uno de los mercados más antiguos de La Paz. En 2021 acogía en su interior a 160 comerciantes, en las secciones de abarrotes, frutas y verdudas, carnicería y el comedor-cafetería. El edificio también cuenta con un parqueo. 
Durante la emergencia sanitaria por el Covid-19 el mercado funcionó como punto de vacunación del Gobierno Autónomo Municipal de La Paz, especialmente para vacunar a las vendedoras, dado que algunos meses antes el mismo municipio había tenido que cerrar el centro de abasto por casos positivos de esta enfermedad entre las comerciantes.